# Abra grimaldii
Abra grimaldii is een tweekleppigensoort uit de familie van de Semelidae. De wetenschappelijke naam van de soort werd in 1906 gepubliceerd door Dautzenberg & H. Fischer.